# S/2011 J 3
S/2011 J 3 ist einer der kleineren äußeren Monde des Planeten Jupiter.

## Entdeckung und Benennung
S/2011 J 3 wurde am 27. September 2011 durch den Astronomen Scott S. Sheppard (University of Hawaii) auf Aufnahmen entdeckt, die mit dem 6,5-m-Magellan-Baade-Teleskop am Las-Campanas-Observatorium angefertigt wurden. Die Entdeckung wurde erst 11 Jahre später, nachdem genügend Daten gesammelt werden konnten, durch das Minor Planet Center am 20. Dezember 2022 bekannt gegeben, der Mond erhielt die vorläufige Bezeichnung S/2011 J 3.

## Bahneigenschaften
S/2011 J 3 umläuft Jupiter in 261,8 Tagen auf einer elliptischen, prograden Umlaufbahn zwischen 9.750.000 km und 13.907.000 km Abstand zu dessen Zentrum. Die Bahnexzentrizität beträgt 0,176, die Bahn ist 28,66° gegenüber der lokalen Laplace-Ebene von Jupiter geneigt.
Der Mond ist Bestandteil der sogenannten Himalia-Gruppe von Jupitermonden, die den Planeten mit Bahnhalbachsen zwischen 11 und 12 Millionen km, Bahnneigungen zwischen 26,6° und 28,7° und Bahnexzentrizitäten zwischen 0,11 und 0,26 prograd umrunden.

## Physikalische Eigenschaften
S/2011 J 3 besitzt einen Durchmesser von etwa 3 km. Die absolute Helligkeit des Mondes beträgt 16,3 m.

## Erforschung
Der Beobachtungszeitraum von S/2011 J 3 erstreckt sich vom 27. September 2011 bis zum 18. September 2022. Die Aufnahmen wurden mit dem 6,5-m-Magellan-Baade-Teleskop am Las-Campanas-Observatorium, dem 8,2-m-Reflektor-Teleskop am Mauna-Kea-Observatorium, dem 4,0-m-CTIO-Reflektorteleskop am Cerro Tololo–Observatorium und dem 4,0-m-Discovery–Channel-Teleskop am Lowell-Observatorium angefertigt; es liegen insgesamt 41 erdbasierte Beobachtungen über einen Zeitraum von 11 Jahren vor.